# 米尔阿克
米尔阿克（德語：Mühlacker，發音：[ˈmyːlˌʔakɐ] ⓘ）是德国巴登-符腾堡州卡尔斯鲁厄行政区恩茨县的城市，面积54.32平方千米，2023年12月31日人口为26,664人。